# Der Geist im Glas
Der Geist im Glas ist ein Märchen (ATU 331). Es steht in den Kinder- und Hausmärchen der Brüder Grimm ab der 2. Auflage von 1819 an Stelle 99 (KHM 99), vorher an Stelle 9 des zweiten Bandes.

## Inhalt
Ein armer, hart arbeitender Holzhacker schickt von seinem Ersparten seinen einzigen Sohn auf eine hohe Schule. Der lernt dort auch gut und fleißig, muss aber vorzeitig wieder heim, weil seinem Vater das Geld ausgeht. Der Vater ist darüber sehr betrübt, aber der Sohn ist guter Dinge.
Er begleitet seinen Vater zum Holzhacken, obwohl der Bedenken hat wegen der schweren Arbeit. In der Mittagspause geht er spazieren, obwohl sein Vater meint, er solle lieber ausruhen. Er sucht nach Vogelnestern und findet schließlich eine große, alte Eiche. Er hört eine Stimme, die bittet, herausgelassen zu werden und findet ein froschähnliches Ding in einer Glasflasche unter den Baumwurzeln. Als er es herauslässt, wird es zu einem riesenhaften Geist, der droht, ihn umzubringen. Er sei der große Mercurius, und zu seiner Strafe hier eingesperrt gewesen. Der Sohn fürchtet sich aber nicht und überlistet den Geist, wieder in die Flasche zurückzugehen, damit er sehen könne, dass er auch der richtige sei. Als der Geist ihm verspricht, ihn reich zu belohnen, lässt er ihn aber wieder heraus. Der Geist gibt ihm einen kleinen Lappen, der Wunden heilen und Metalle in Silber verwandeln kann.
Als er zu seinem Vater zurückkommt, ist der zornig, dass er so lange weg war und dass der Sohn die Axt, die der Vater vom Nachbarn geliehen hatte, kaputthaut, da er sie vorher mit dem Lappen bestrichen und damit zu weicherem Silber verwandelt hat. Der Sohn bittet den Vater, mit ihm nach Hause zu gehen und verkauft nach dessen Anweisung die kaputte Axt an einen Goldschmied. Dann zeigt er seinem Vater das viele Geld, das er dafür bekommen hat, und erzählt ihm, wie es gekommen ist. Er geht wieder auf die Schule und wird der berühmteste Doktor, da er mit dem Lappen alle Wunden heilen kann.

## Sprache

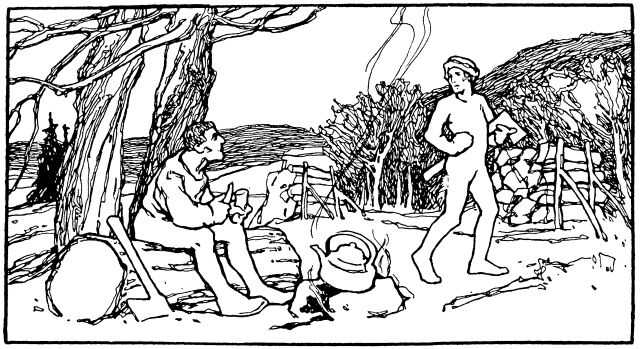
Illustration von Otto Ubbelohde, 1909

Ab der 2. Auflage wurde die Rahmenhandlung mit Dialogen und Redensarten ausgeschmückt. Einige gelangten später in weitere von Grimms Märchen: „mit saurem Schweiß erworben“ (vgl. KHM 164, 179, Anm. zu KHM 88); „meinst du, ich wollte die Hände in den Schoß legen?“ (vgl. KHM 186).

## Grimms Anmerkung

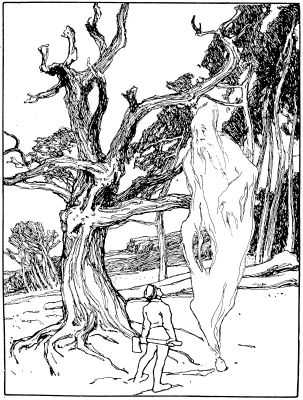
Illustration von Otto Ubbelohde, 1909

Das Märchen stamme „Aus dem Paderbörnischen“. Eine „Appenzeller Volkssage“ aus dem Morgenblatt 1817, S. 231: Paracelsus befreit den Teufel aus einer Tanne, wo er durch einen Zapfen mit eingeritzten Kreuzen festgehalten ist. Eine schwarze Spinne kommt heraus und wird ein hagerer, schielender Mann in rotem Mantel. Er gibt Paracelsus eine Arznei, die alle Kranken heilt, und eine Tinktur, die alles in Gold verwandelt. Weil er sich jetzt an dem rächen will, der ihn bannte, schmeichelt ihm Paracelsus, wie er die Spinne werden konnte, und sperrt ihn so wieder ein. Grimms bemerken wie bei KHM 19 Vom Fischer und seiner Frau die Ähnlichkeit zu Tausendundeine Nacht „1, 107“ (Der Fischer und der Dschinni), bei Gaal Nr. 11 Der Weltlohn, eine griechische Sage von Virgilius und Zauberer Savilon, „Reinfr. von Braunschweig. Hanöv. Hs. Bl. 168–171“, Dunlop bei Liebrecht „S. 186, 187“, das Galgenmännlein, zur List, wie er bezwungen wird, ihre Anmerkung zu KHM 81 Bruder Lustig.
Zu der Paracelsusgeschichte vgl. Jeremias Gotthelfs Novelle Die schwarze Spinne.

## Herkunft

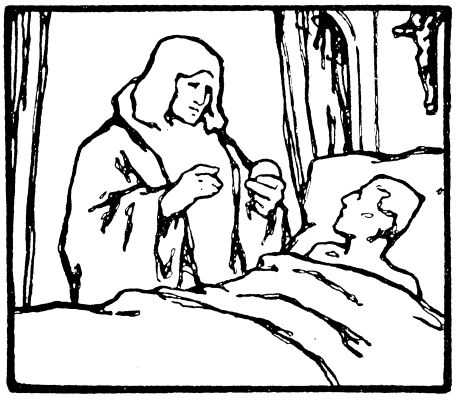
Illustration von Otto Ubbelohde, 1909

Hans-Jörg Uther stellt fest, dass der Geist hier nur für eine Gegenleistung, aufgrund Neugierde oder auf seine Bitte aus dem Glas herausgelassen werden kann. Die Beziehung ist also komplizierter als zu Geistern in anderen Märchen, die zwar auch mit Gegenständen gerufen werden (KHM 91, 116, 193), aber nicht ortsgebunden sind. Die Bekämpfung von Jenseitswesen erfolgt stets durch List, z. B. Einklemmen (KHM 4, 161, 196), wodurch sie ihre Macht verlieren. Das Märchen geht auf die Geschichte vom Fischer und dem Dämon aus Tausendundeine Nacht zurück, erstmals übersetzt von Antoine Galland. Vermutlich ältester Beleg für die Indienstnahme von Geistern ist das apokryphe Testamentum Salomonis, in dem Salomon u. a. den Dämon Ornias zum Tempelbau zwang und anschließend in ein Gefäß bannte. Berichte aus dem europäischen Mittelalter verbanden solche Motive dann mit berühmten Magiern wie Paracelsus oder Vergil. Vorliegende Version stellt nun eine weitere Verbürgerlichung und Rationalisierung dar, indem ein Student wie gleich zu gleich mit Merkurius verhandelt, der nur hier so heißt. Mercurius war der Gott der Händler, des Gewinns oder auch der Magie. Er wird hier überlistet wie der dumme Teufel in Märchen wie KHM 81 Bruder Lustig oder KHM 81a Der Schmied und der Teufel. Vgl. KHM 85d Der gute Lappen, aus Grimms Deutsche Sagen Nr. 85 Spiritus familiaris, Nr. 86 Das Vogelnest, aus Grimms Irische Elfenmärchen Nr. 9 Die Flasche.

## Interpretation
Edzard Storck versteht Holzhacker und Sohn, Eisen und Silber als analytisch-trennendes und verbindend-heilendes Denken. Das Erlebnis mit Gewalten des Maßlosen, als dämonischer Seite des Erkennens, sei letztlich Selbstschau uralter Schuld, Geistiges selbstsüchtig zu verhärten, auf Sinnfälliges zu verengen. Der Homöopath Martin Bomhardt vergleicht das Märchen mit dem Arzneimittelbild von Mercurius. Wilhelm Salber sieht hier Polarität im Sinne von Forderung nach Ergänzung, Hin und Her, was Entwicklung bedingt und Abweichen von Vorbildern.

## Rezeptionen
Hans-Jörg Uther nennt Alain-René Lesages Le Diable boiteux (1707) und Robert Louis Stevensons The Bottle Imp (1891). In Karikaturen symbolisiert der entwichene Flaschengeist oft unbedachte Entscheidungen mit fatalen Folgen, wie auch in Goethes Der Zauberlehrling.

## In Film und Fernsehen
- Gurimu Meisaku Gekijō, japanische Zeichentrickserie 1987, Folge 38: Der Geist in der Flasche.

- Der Geist im Glas; Regie: Markus Dietrich, Film der 14. Staffel der ARD Märchenfilmreihe Sechs auf einen Streich